# Rimas & Melodias
Rimas & Melodias é um grupo musical de hip hop e Soul feminino formado em 2015 pelas integrantes Alt Niss, Drik Barbosa, Karol de Souza, Mayra Maldjian, Stefanie, Tássia Reis e Tatiana Bispo.

## História

### Início de carreira: 2015–2016
O grupo é um coletivo formado por mulheres. Juntas desde 2015, elas promovem um potente diálogo entre hip hop, R&B e soul music, com a proposta de desconstruir padrões e fortalecer a presença feminina, sobretudo no hip-hop.
O grupo surgiu no ano de 2015, quando as integrantes Tatiana Bispo e Mayra Maldjian decidiram tirar do papel a ideia de reunir artistas mulheres e criarem um grupo musical. Juntaram-se a elas as cantoras Alt Niss, Drik Barbosa, Tássia Reis, Stefanie e Karol de Souza após uma sessão musical na Casa Brasilis em 2016.
Em 2017, o grupo entrou numa nova fase com o lançamento da música inédita Origens, primeiro single de seu EP homônimo de estréia Rimas & Melodias. Com sete faixas, o álbum foi inteiramente composto e gravado em apenas uma semana durante o mês de abril de 2017 no RedBull Studios e finalizado no antigo estúdio FlapC4 sob a direção de DIA, produção musical de Grou e direção artística de Mayra Maldjian. O EP foi lançado em setembro de 2017 de forma independente.

## Membros

### Membros atuais
- Alt Niss − Vocal
- Drik Barbosa − Vocal
- Karol de Souza − Vocal
- Mayra Maldjian − DJ
- Stefanie − Vocal
- Tássia Reis − Vocal
- Tatiana Bispo − Vocal